# Sucre de coco

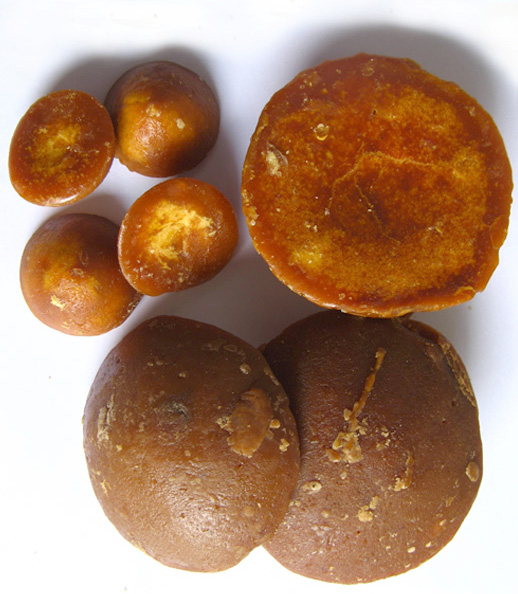
Pain de sucre de coco

Le sucre de coco est un sucre produit à partir de la fleur du cocotier. Il s’agit d’un sucre non raffiné obtenu par cristallisation de la sève des tiges des fleurs de cocotiers.
Comparé aux autres sucres (betterave, canne à sucre, agave) c’est la production la plus écologique. Les cocotiers restent en place et continuent à donner des fleurs qui serviront à produire des noix de coco, du sucre, de l’alcool et/ou du vinaigre.[réf. nécessaire]
En comparaison avec le sucre blanc raffiné qui fournit des calories quasi pures (c'est-à-dire sans minéraux), le sucre de coco apporte vitamines et minéraux. Principalement des polyphénols, du potassium, du zinc et du fer. Il contient aussi un prébiotique appelé inuline (fibre alimentaire soluble métabolisée par la flore intestinale).
Contrairement à une idée reçue, l'index glycémique est identique au sucre traditionnel à base de betterave avec un index mesuré à 54 par l'université de Sydney, considérée comme la référence en la matière. Ceci est d'ailleurs normal étant donné la composition très proche en termes de glucide. Il n'est donc ni meilleur pour la santé (en dehors de la présence de minéraux) et n'est pas plus sucrant que le sucre de canne ou de betterave.
Il en existe un de couleur claire avec un parfum atténué. Et un autre, de couleur foncée avec un goût plus prononcé.

## Composition
Il est composé pour 70-80 % de saccharose, de 5 à 10 % de fructose et de 5 à 10 % de glucose. Le reste est composé de vitamine C et de minéraux (entre autres : potassium, phosphore, magnésium).

## Santé
Bien que l'utilisation du sucre de coco soit de plus en plus courante dans les pays occidentaux où il est perçu comme un sucrant « naturel », le fait que ce sucre serait meilleur pour la santé ou aurait des qualités nutritives plus importantes que n'importe quel autre sucrant n'est pas avéré scientifiquement. Ses qualités nutritives et ses capacités sucrantes sont similaires au sucre de table ou au sucre brun,.